# Happier Than Ever
“Happier Than Ever”는 미국의 싱어송라이터 빌리 아일리시의 두 번째 정규 음반으로, 2021년 7월 30일 인터스코프 레코드와 다크룸을 통하여 발매될 예정이다. 2019년에 발매한 첫 정규 음반 “When We All Fall Asleep, Where Do We Go?” 이후 약 2년 만에 내는 정규 음반으로, 이전에 발매했던 싱글 ‘My Future’와 ‘Therefore I Am’이 수록되어 있다. 제64회(2022) 그래미상 올해의 앨범상 후보이다.

## 배경
빌리 아일리시는 2019년 3월 말 자신의 첫 번째 정규 음반인 “When We All Fall Asleep, Where Do We Go?”를 발매하여 비평과 상업적 면에서 모두 큰 성공을 거두었다. 미국의 음반 차트 빌보드 200에서 1위로 데뷔하였으며, 미국 음반 산업 협회(RIAA)로부터 3× 플래티넘을 인증받기도 하였다. 또한 그래미 어워드에서 제너럴 필드라고 불리는 올해의 음반상, 올해의 노래상, 올해의 레코드상, 올해의 신인을 모두 상하였다. 음반 발매 이후에는 2019년과 2020년에 각각 ‘Everything I Wanted’와 ‘My Future’를 발매하여 빌보드 핫 100에 10위 안에 들었다.
2020년 1월 진행된 인터뷰에서 아일리시는 현재 두 번째 음반을 작업하고 있다고 밝혔다.

## 트랙리스트
표시된 부분을 제외하고는 빌리 아일리시와 피니어스 오코넬이 전곡을 만들었다.
| #            | 제목                          | 프로듀서     | 재생 시간 |
| ------------ | ----------------------------- | ------------ | --------- |
| 1.           | 〈Getting Older〉             |              | 4:04      |
| 2.           | 〈I Didn't Change My Number〉 |              | 2:38      |
| 3.           | 〈Billie Bossa Nova〉         |              | 3:16      |
| 4.           | 〈My Future〉                 | Finneas      | 3:30      |
| 5.           | 〈Oxytocin〉                  |              | 3:30      |
| 6.           | 〈Goldwing〉                  |              | 2:31      |
| 7.           | 〈Lost Cause〉                |              | 3:32      |
| 8.           | 〈Halley's Comet〉            |              | 3:54      |
| 9.           | 〈Not My Responsibility〉     |              | 3:47      |
| 10.          | 〈OverHeated〉                |              | 3:34      |
| 11.          | 〈Everybody Dies〉            |              | 3:26      |
| 12.          | 〈Your Power〉                |              | 4:05      |
| 13.          | 〈NDA〉                       |              | 3:15      |
| 14.          | 〈Therefore I Am〉            | Finneas      | 2:53      |
| 15.          | 〈Happier Than Ever〉         |              | 4:58      |
| 16.          | 〈Male Fantasy〉              |              | 3:14      |
| 총 재생 시간 | 총 재생 시간                  | 총 재생 시간 | 56:07     |